# Hayreddin Pascha

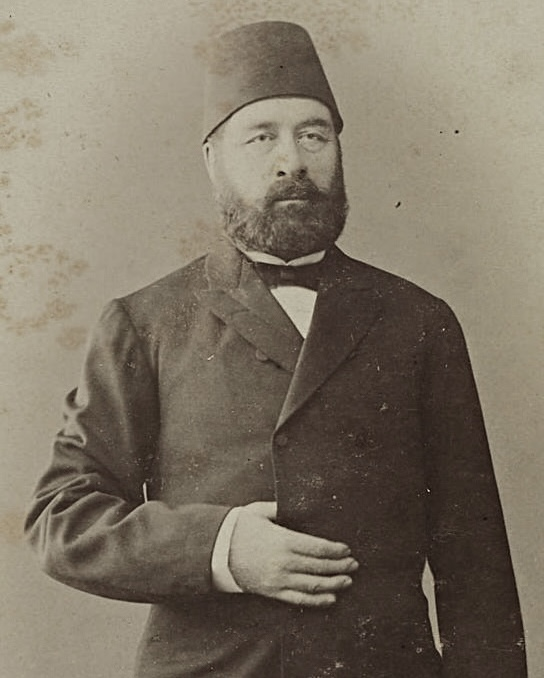
Hayreddin Pascha, 1860er Jahre

Hayreddin Pascha (tunesisch-Arabisch خير الدين باشا التونسي Chayr ed-Din Pascha et-Tunsi, osmanisch خير الدين پاشا Ḫayraddīn Paša, İA Ḫayreddīn Paşa, türkisch auch Tunuslu Hayreddin Paşa; * 1822 in Kaukasien; † 30. Januar 1890 in Istanbul) war ein General und Minister der tunesischen Husainiden und osmanischer Staatsmann des 19. Jahrhunderts.

## Leben
Hayreddin Pascha, Sohn abchasischer Eltern, kam als Knabe in die Sklaverei und wurde in Istanbul verkauft. Er kam durch Schenkung in den Besitz des Bey von Tunis, der ihm eine hervorragende Erziehung zuteilwerden ließ und ihm dann die Freiheit gab.
Hayreddin trat in die tunesische Armee ein und wurde Aide-de-champ von Ahmad Bey, den er 1846 nach Paris begleitete. 1852–1855 vertrat er die Interessen des Beys von Tunis am Hof Napoléons III. in Paris, wo er sich die französische Sprache und europäische Kultur aneignete. Bald avancierte er zum General und 1857 zum Marineminister, dann zum Präsidenten des Hohen Rats von Tunis. Ab Dezember 1862 zog er sich für einige Jahre aus der Politik zurück.
Er bewohnte das um 1860 erbaute Palais Kheïreddine, das noch zu seiner Lebzeit 1881 in ein Gerichtsgebäude umgewandelt wurde. Ab 1869 war er Präsident der internationalen Kommission, welche die Staatsverschuldung und Korruption unter dem Langzeitminister Mustafa Khaznadar aufklären sollte und wurde am 22. Oktober 1873 Erster Minister und Nachfolger des entmachteten Khaznadar. Mit dem für die restlichen fünf Jahre seines Lebens unter Hausarrest stehenden Khaznadar war er durch die Heirat mit dessen Tochter Jeannette verbunden.
Nachdem er durch den Ferman vom 22. Oktober 1873 und der Absetzung Khaznadars wieder eng mit dem Osmanischen Reich verbunden war und Tunis unter die Oberhoheit des Sultans gestellt hatte, ging er an die Reform der Innenpolitik, sowohl der Verwaltung als der Justiz, deren Grundsätze und deren Ausführbarkeit er in einem französisch geschriebenen Werk dargelegt hatte (Réformes nécessaires aux États musulmans, unter seiner Leitung übersetzt, Paris, 1868). Unter Sadok Bey gelangen ihm Reformen und Schulgründungen, doch wurde er von der Entourage des Bey bekämpft. 
Durch seine Initiative entstand das Collège Sadiki. Bei Sadok Bey beantragte er am 20. Juli 1877 seine Entlassung. Nach kurzem Aufenthalt in Frankreich wurde er 1878 vom Sultan nach Istanbul berufen, um hier bei der beabsichtigten Reform des osmanischen Staats, besonders des Finanzwesens, mit Rat und Tat behilflich zu sein. Am 4. Dezember 1878 ernannte ihn der Sultan zu diesem Zweck zum Großwesir; aber alle Bemühungen Hayreddins, durch Ordnung und Sparsamkeit das Finanzwesen zu regeln, der Willkür, Trägheit und Bestechlichkeit ein Ende zu machen und eine geordnete Verwaltung und Rechtsprechung herzustellen, scheiterten an der Korruption der hohen Bürokratie, dem Widerstand Osman Paschas, des allmächtigen Kriegsministers und der Schwäche des Sultans. Als dieser im Juli 1879 einen neuausgearbeiteten Reformplan Hayreddins ablehnte, bat er wieder um seine Entlassung und wurde zum Mitglied des Senats ernannt.

## Werke
- Über die Freiheit in den Staaten Europas und ihre Vorteile für den Aufschwung der Nation. In: Andreas Meier (Hrsg.): Der politische Auftrag des Islam. Programme und Kritik zwischen Fundamentalismus und Reformen. Originalstimmen aus der islamischen Welt. Peter Hammer Verlag, Wuppertal 1994, ISBN 3-87294-616-1, S. 65–71.